# Christoph Johann Heinrich Elsner
Christoph Johann Heinrich Elsner (ur. 14 stycznia 1777 w Bartoszycach, zm. 24 kwietnia 1834 w Królewcu) – pruski lekarz, praktykujący w Braniewie i w Królewcu.

## Życiorys
Urodził się w rodzinie lekarza Christopha Friedricah Elsnera i Barbary z domu Preuß. Ukończył studia medyczne w Berlinie. Stopień doktora medycyny uzyskał w 1799 na Uniwersytecie Albrechta w Królewcu na podstawie dysertacji De incerti in arte medica fonte. Następnie odbywał podróże naukowe do Paryża i Wiednia. W 1802 osiedlił się jako lekarz w Braniewie. W 1807 przeniósł się do Królewca, gdzie w 1815 został mianowany dyrektorem szpitala oraz profesorem zwyczajnym.

## Publikacje
- Über die Cholera : ein Versuch dieselbe zu deuten, Königsberg : Universitäts-Buchhandlung, 1831[4]